# Mauro Raccasi
Mauro Martini Raccasi (Parma, 21 ottobre 1959) è uno scrittore, giornalista e sceneggiatore italiano, autore di romanzi di narrativa.

## Biografia
In Italia è stato il primo a laurearsi in Marketing e Business Administration con una tesi sul giornalismo presso l'istituto IFOR dell'Università Bocconi di Milano. In multinazionali svedesi, tedesche e italiane ha ricoperto mille tristi ruoli prima di dedicarsi a letteratura, televisione e cinema. Nell'autunno del 2000 si è fratturato la spina dorsale in una caduta in moto, rischiando vita o paralisi. Nell'anno e mezzo di convalescenza dovuta all'incidente, si concentra sulla scrittura creativa iniziando a lavorare al primo romanzo della saga Il romanzo dei Celti che diverrà una tetralogia tradotta anche all'estero. Ha pubblicato anche action-thriller, libri per ragazzi, libri illustrati e biografie autorizzate.
Divide il suo tempo tra la sua città e la Francia. Convive felicemente tra la sua passione per il romanzo e l'amore per il cinema. I suoi autori preferiti sono Crichton, Cussler e Cornwell da cui si è ispirato al suo stile di scrittura delle tre A, cioè azione, amore e avventura.
Come giornalista ha pubblicato per diverse testate dal 1979. Tra loro il Corriere della Sera di Milano e la Gazzetta di Parma. È stato direttore responsabile per un mensile di proprietà del circuito Odeon TV. Poi curatore culturale di rubriche su internet. Ha redatto house-organs promozionali per marchi aziendali come Electrolux e molti altri.
Ha ricoperto il ruolo di Ufficio Stampa nel settore cinematografico (Set 22) e televisivo (Digitalsquad Video &TV-Arte, France) e in quello editoriale (dozzine di editori diversi), presentando molti lavori al pubblico e alla Stampa.
Ha firmato diversi contributi giornalistici all'interno di diversi libri.
Autore di oltre una dozzina di romanzi e libri per il grande pubblico: dall'action-thriller fino alle serie storiche, dai libri per ragazzi alle guide artistiche, dalle biografie industriali a quelle sportive, fino alla stesura di racconti. Pubblicato da MONDADORI - Piemme Milano, DeAgostini Novara, ELI-La Spiga Milano, Asengard-Il Castello Milano e in proprio da clienti d'affari. Distribuito anche dal Sole 24Ore.
Sceneggiatore per la casa di produzione cinematografica indipendente Set 22, Parma e per Motion TV – Ante Time, Paris. Poi per Company of Arts – The Dreambuster, Roma. In seguito per Fact TV UK e Millstream UK per i quali ha co-sceneggiato cinque episodi della serie televisiva ‘The Vikings’.
È anche docente in una scuola di scrittura creativa e giurato in premi letterari.

## Opere[3]

### Il ciclo del Romanzo dei Celti
Raccasi ha esordito nella narrativa con una saga storica – la tetralogia Il Romanzo dei Celti - ambientata tra le isole britanniche e la Scandinavia. Questa si compone nell'ordine dei volumi: La spada del druido, Il regno di Conan, Il guerriero di Stonehenge e I guerrieri dei fiordi. Conan 'lo Straniero', il re protagonista della saga, è chiamato a difendere un regno di pace costruito con fatica nel tempo. I temi sono quelli del viaggio, della rigenerazione, della prova iniziatica.
Il ciclo si sviluppa nell'Europa pre-romana dei clan tribali delle isole britanniche, intorno al 1600 a.C., tra druidi e antiche profezie tipici della cultura celtica.
- La spada del druido[9] (Piemme, 2004) ISBN 8838472173
- Il regno di Conan[10] (Piemme, 2005) ISBN 8838485259
- Il guerriero di Stonehenge[11] (Piemme, 2006) ISBN 8838485402
- I guerrieri dei fiordi[12] (Piemme, 2007) ISBN 8838462038

### Altri romanzi, libri per ragazzi, libri illustrati e biografie, soggetti, sceneggiature
- Auricchio 1877-2007 (2007)
- Guida Artistica di Parma (Edizioni Electa, 2007)
- Forst (2009)
- Il Diamante è per Sempre (2009)
- Codice Haggard[13]' (Asengard, 2010) ISBN 9788895313146
- TomTom e il Re Scorpione[14] (ELI-La Spiga, 2011) ISBN 9788846829047
- Storie con i Fiocchi[14] (ELI-La Spiga, 2011) ISBN 9788846830081
- TomTom e i Predoni Vichinghi[14] (ELI-La Spiga, 2012) ISBN 9788846831194
- Rats (2013)
- Il Mistero del Tortellino Mannaro (ELI-La Spiga, 2013)
- The Vikings[15] - Episodio 1 - Viking Dawn[16] (Coautore sceneggiatura per Fact TV UK & Millstream UK, 2015)
- The Vikings[15] - Episodio 2 - Viking Kingdom[17] (Coautore sceneggiatura per Fact TV UK & Millstream UK, 2015)
- The Vikings[15] - Episodio 3 - Eastern Promise[18] (Coautore sceneggiatura per Fact TV UK & Millstream UK, 2015)
- The Vikings[15] - Episodio 4 - Viking Weapons[19] (Coautore sceneggiatura per Fact TV UK & Millstream UK, 2015)
- The Vikings[15] - Episodio 5 - Raiders and Explorers[20] (Coautore sceneggiatura per Fact TV UK & Millstream UK, 2015)
- 20.000 Leghe sotto i mari (ELI-La Spiga, 2016)
- Le Avventure di Sherlock Holmes (ELI-La Spiga, 2018)
- Parmigiani per Sempre (Edizioni della Sera, 2022)